# Hara mesembrina
Hara mesembrina är en fiskart som beskrevs av Ng och Maurice Kottelat 2007. Hara mesembrina ingår i släktet Hara och familjen Erethistidae. Inga underarter finns listade i Catalogue of Life.